# Anders Hagardt
Anders Hagardt, född 6 september 1873 på Haga i Arbrå socken, död 8 februari 1937 på Mösseberg, var en svensk präst. Han var far till Sten Hagardt.

## Biografi
Anders Hagardt var son till hemmansägaren Anders Olsson. Han tog i ungdomen sitt efternamn efter fädernegården. Hagardt avlade mogenhetsexamen 1897 och studerade därefter vid Uppsala universitet, avlade teoretisk teologisk examen 1900 och praktisk teologisk examen 1901. Han prästvigdes 1901 då han även passade på att avlägga folkskollärarexamen.
Han var pastorsadjunkt vid Hofors kapell i Torsåkers församling 1901–1910 och därjämte från 1904 lärare och från 1906 överlärare i Hofors. Åren 1910–1912 tjänstgjorde Hagardt som lärare vid Johanneslunds missionsinstitut och 1912 blev han pastorsadjunkt i Danderyds församling. Han valdes 1914 till kyrkoherde i Torsåkers församling men avböjde och blev 1915 kyrkoherde i Danderyd och 1928 i Adolf Fredriks församling.
Hagardt var uppskattad som predikant. Han intresserade sig mycket för ungdomsverksamheten, vården om de äldre, den yttre missionen men särskilt för söndagsskolan. Han var från 1932 en av Svenska kyrkans båda representanter i Svenska söndagsskolrådet och ordförande i Diakonistyrelsens nämnd för kyrkligt söndagsskolarbete från dess inrättande 1934. År 1937 valdes han av prästerskapet i Stockholm till ledamot av det ombildade Stockholms domkapitel, men han aldrig tjänstgöra före sin död.
Bland Hagardts övriga uppdrag märks att han var ledamot av Allmänna svenska prästföreningens centralstyrelse från 1935. Han blev ledamot av Nordstjärneorden 1932.
Hagardt vilar på Danderyds kyrkogård.